# Rüdiger Haas
Rüdiger Haas (* 15. Dezember 1969 in Eberbach) ist ein ehemaliger deutscher Tennisspieler.

## Werdegang
Haas wurde als Jugendlicher im Badischen Tennisverband gefördert. Jahre später berichtete die Zeitschrift Der Spiegel, Haas habe als Heranwachsender als amtierender Jugend-Europameister gegen die damals zwölfjährige Steffi Graf verloren. Haas wurde als Jugendlicher mehrmals deutscher Meister.
In der Tennis-Bundesliga spielte Haas für den TC Rüppurr in Karlsruhe, Anfang der 1990er Jahre wechselte er innerhalb der Bundesliga zu ETuF Essen.
Haas stand im Einzelwettbewerb 1988 und 1991 im Hauptfeld des Turniers am Hamburger Rothenbaum und 1989 des ATP-Turniers von München. Im November 1991 erreichte er beim ATP-Turnier von Moskau die Runde der besten 16. Im Doppel gewann er im Oktober 1988 mit Goran Ivanišević das ATP-Turnier von Frankfurt am Main sowie im Oktober 1989 an der Seite von Peter Ballauff das ATP-Turnier von Palermo.
Beruflich wurde Haas, der Betriebswirtschaftslehre studierte, bei einem Maschinenbauunternehmen in Eberbach tätig.

## Erfolge

### Doppel

#### Turniersiege

##### ATP Tour
| Nr. | Datum              | Turnier   | Belag       | Partner          | Finalgegner                    | Ergebnis      |
| --- | ------------------ | --------- | ----------- | ---------------- | ------------------------------ | ------------- |
| 1.  | 17. Oktober 1988   | Frankfurt | Teppich (i) | Goran Ivanišević | Jeremy Bates Tom Nijssen       | 1:6, 7:5, 6:3 |
| 2.  | 25. September 1989 | Palermo   | Sand        | Peter Ballauff   | Goran Ivanišević Diego Nargiso | 6:2, 6:7, 6:4 |

##### Challenger Tour
| Nr. | Datum        | Turnier | Belag | Partner       | Finalgegner                   | Ergebnis |
| --- | ------------ | ------- | ----- | ------------- | ----------------------------- | -------- |
| 1.  | 1. Juni 1992 | Fürth   | Sand  | Udo Riglewski | Brian Joelson Bertrand Madsen | 6:1, 6:3 |